# Lêdo Ivo
Lêdo Ivo (Maceió, 18 de febrero de 1924 - Sevilla, 23 de diciembre de 2012) fue un periodista, poeta, novelista, cuentista, cronista y ensayista brasileño. Fue uno de los escritores más importantes de la generación del 45 y de la literatura moderna brasileña. Ocupaba el asiento número 10 de la Academia Brasileña de las Letras. En 2009 su obra Réquiem obtuvo el Premio Casa de las Américas en la categoría literatura brasileña.

## Biografía
Lêdo Ivo nació en 1924 en Maceió, capital del estado de Alagoas, en el noreste de Brasil. Se estableció en 1940 en Recife, donde pudo completar su formación. En 1943, marchó a Río de Janeiro para inscribirse en la Facultad de Derecho mientras ya trabajaba para los suplementos literarios como periodista profesional. Se casó con Leda Maria Sarmento Ivo de Medeiros (1923-2004), con quien tuvo tres hijos.
Su primer libro se publicó en 1944, una colección de poemas titulada As imaginações. El siguiente año publicó Oda e elegia, que fue galardonado con el Premio Olavo Bilac de la Academia Brasileña de Letras y es un punto de inflexión en la historia de la poesía brasileña. La muerte de Mário de Andrade en 1945 dio lugar a un cambio generacional en la poesía brasileña cuya regla era "una invitación a la transgresión", con el triunfo de estructuras puramente poéticas. Su obra literaria se verá reforzada en las siguientes décadas por libros de poesía, novela y cuentos o reportajes y ensayos. En 1947 aparece su primera novela, As alianças, que tuvo varias ediciones y le valió el premio de novela Fundación Graça Aranha. Continuó con O caminho sem aventura (1948), O sobrinho do general (1964) y Ninho de cobras (1973), uno de sus mayores éxitos, alegoría del totalitarismo de la dictadura militar de Getúlio Vargas. Su última novela fue A morte do Brasil (1984).
En 1949 pronunció en el Museo de Arte Moderno de São Paulo una conferencia titulada La Generación de 1945. Ese mismo año recibió el título de abogado, profesión que nunca ejercería, prefiriendo dedicarse al periodismo. En 1953 visitó varios países europeos durante largas temporadas. En 1963 realizó una estancia de dos meses por universidades de los EE. UU., por invitación expresa del Gobierno. En 1986 fue elegido miembro de la Academia Brasileña de Letras.
Ledo Ivo también fue traductor. Tradujo al portugués a autores como Albrecht Goes, Jane Austen, Maupassant, Rimbaud o Dostoyevski.
Publicó dos libros de memorias, Confissões de um Poeta (1979), galardonada con el premio de la Fundación Cultural del Distrito Federal, y O Aluno Relapso (1991).

## Obra

### Poesía
- As imaginações. Río de Janeiro: Pongetti, 1944.[4]
- Ode e elegia. Río de Janeiro: Pongetti, 1945.
- Acontecimento do soneto. Barcelona: O Livro Inconsútil, 1948.
- Ode ao crepúsculo. Río de Janeiro: Pongetti, 1948.
- Cântico. Ilustraciones de Emeric Marcier. Río de Janeiro: J. Olympio, 1949.
- Linguagem: (1949-19041). Río de Janeiro, J. Olympio, 1951.
- Ode equatorial. Con grabados de Anísio Medeiros. Niterói: Hipocampo, 1951.
- Acontecimento do soneto. Introducción de Campos de Figueiredo. Río de Janeiro: Orfeu, 1951.
- Um brasileiro em Paris e O rei da Europa. Río de Janeiro: J. Olympio, 1955.
- Magias. Río de Janeiro: Agir, 1960.
- Uma lira dos vinte anos. Río de Janeiro: Liv. São José, 1962.
- Estação central. Río de Janeiro: Tempo Brasileiro, 1964.
- Rio, a cidade e os dias: crônicas e histórias. Río de Janeiro: Tempo Brasileiro, 1965.
- Finisterra. Río de Janeiro: J. Olympio, 1972.
- O sinal semafórico. Río de Janeiro: J. Olympio, 1974.
- O soldado raso. Recife: Edições Pirata, 1980.
- A noite misteriosa. Río de Janeiro: Record, 1982.
- Calabar. Río de Janeiro: Record, 1985.
- Mar Oceano. Río de Janeiro: Record, 1987.
- Crepúsculo civil. Río de Janeiro: Topbooks, 1990.
- Curral de peixe. Río de Janeiro: Topbooks, 1995.
- Noturno romano. Con grabados de João Athanasio. Teresópolis: Impressões do Brasil, 1997.
- O rumor da noite. Río de Janeiro: Nova Fronteira, 2000.
- Plenilúnio. Río de Janeiro: Topbooks, 2004.
- Réquiem. Río de Janeiro: A Contracapa, 2008.
- Poesia Completa (1940-2004). Río de Janeiro: Topbooks, 2004.
- Réquiem. Con pinturas de Gonçalo Ivo y diseño de Gianguido Bonfanti. Río de Janeiro: Contra Capa, 2008.

### Novela
- As alianças (Premio Fundación Graça Aranha). Río de Janeiro: Agir, 1947.
- O caminho sem aventura. São Paulo: Instituto Progresso Editorial, 1948.
- O sobrinho do general. Río de Janeiro: Civilização Brasileira, 1964.
- Ninho de cobras (V Premio Walmap). Río de Janeiro: J. Olympio, 1973.
- A morte do Brasil. Río de Janeiro: Record, 1984.

### Cuentos
- Use a passagem subterrânea. São Paulo: Difusão Européia do Livro, 1961.
- O flautim. Río de Janeiro: Bloch, 1966.
- 10 [dez] contos escolhidos. Brasilia: Horizonte, 1986.
- Os melhores contos de Lêdo Ivo. São Paulo: Global, 1995.
- Um domingo perdido. São Paulo: Global, 1998.

## Traducciones al castellano
- Las pistas. Traducción y prólogo de Ştefan Baciu, con la colaboración de Jorge Lobillo. Xalapa, Veracruz, México: Universidad Veracruzana-Colección Luna Hiena-Ediciones Papel de Envolver, 1986.
- La moneda perdida. Traducción de Amador Palacios. Zaragoza: Olifante, 1989.
- "El sol de los amantes" Traducción de Nidia Hernández. Luna Nueva. Universidad Metropolitana, Caracas, Venezuela. 2003.
- La aldea de sal. Selección y traducción de Guadalupe Grande y Juan Carlos Mestre. Calambur, Madrid: Calambur, 2009.
- Rumor nocturno. Traducción de Martín López-Vega, Vaso Roto, Barcelona-México, 2009.
- Plenilunio. Traducción de Martín López-Vega, Vaso Roto, Barcelona-México, 2010.
- Calima. Traducción de Martín López-Vega, Vaso Roto, Barcelona-México, 2011.
- "El silencio de las constelaciones ocultas". Traducción de Nidia Hernández]. Monte Ávila Editores Latinoamericana. Venezuela, 2011.
- "Estación final: Antología de poemas 1940-2011". Traducción de Mario Bojórquez. Los Torreones del Gimnasio Moderno. Colombia, 2012.
- "Nido de serpientes. Una historia mal contada". Ediciones Vaso Roto, México-España 2012